# Bloch MB 157
Il Bloch MB 157 fu un prototipo di aereo da caccia monomotore ad ala bassa sviluppato dall'azienda francese Société des Avions Marcel Bloch di Courbevoie, e realizzato dalla Société nationale des constructions aéronautiques du sud-ouest (SNCASO), nei primi anni quaranta del XX secolo.

## Storia del progetto
Dal 1939, a partire dal modello MB 152, allora in piena fase di produzione, l’ufficio tecnico della Avions Marcel Bloch di Courbevoie progettò un derivato del caccia montando sulla sua cellula un potente motore radiale Gnome-Rhône 14R-4 da 1 580 CV (1 186 kW), a 14 cilindri, raffreddato ad aria, dotato di un compressore a due stadi, in grado di sviluppare una potenza massima di 1 700 CV (1 268 kW) a 8 000 m. Questo propulsore suggeriva brillanti possibilità di sviluppo in un intercettore da alta quota, ma l’ufficio tecnico della ditta si rese conto dell’impossibilità di installare il motore Gnome-Rhône 14R-4 sulla cellula dell'MB 152 a causa del peso del motore, e fu quindi deciso di progettare un nuovo caccia che mantenesse, però, alcune delle tecniche costruttive di base. Inoltre l'aereo disponeva anche di un potente armamento composto da due cannoni Hispano-Suiza HS.404 da 20 mm e 4 mitragliatrici MAC 1934 da 7,5 mm.
Il nuovo progetto, designato MB 157, progredì molto rapidamente e la costruzione del prototipo iniziò a Villacoublay nel dicembre del 1939, sotto la supervisione dell’ingegnere Lucien Servanty. Sei mesi dopo i componenti del prototipo erano già pronti a Villacoublay per l'assemblaggio finale, quando lo stabilimento fu bombardato dalla Luftwaffe il 3 giugno. Le autorità francesi disposero quindi l’invio delle parti dell’aereo verso un luogo ritenuto sicuro, ed un apposito mezzo partì il 9 giugno per raggiungere Poitiers, ma fu intercettato dai tedeschi e dirottato verso uno stabilimento della SNCASO sito a Bordeaux-Mérignac, nella zona occupata.
Nei primi mesi del 1942 il prototipo dell'MB 157 fu completato con l’autorizzazione della autorità di occupazione (MBF) e collaudato in volo nel marzo dello stesso anno, senza alcun armamento, sotto la diretta supervisione dei tecnici tedeschi, con matricola PG+IC. In volo l’aereo dimostrò superbe doti,  raggiungendo una velocità massima di 710 km/h a 8 100 m di quota, e raggiungendo la tangenza di 7 900 m in 11 minuti. All’inizio del 1943 fu trasportato ad Orly dove gli fu rimosso il propulsore che venne provato nella galleria del vento della Hispano-Suiza di Bois-Colombes. La cellula dell’MB 157 fu immagazzinata in uno dei due hangar dell'aeroporto di Orly, e finì distrutta durante un bombardamento aereo alleato sul finire della guerra.

## Utilizzatori
Germania
- Luftwaffe

### Annotazioni
1. ↑  Il propulsore era stato progettato dall'ingegnere Lucien Servanty, che sovraintese poi anche alla progettazione della cellula dell'MB 157.
2. ↑  Tale velivolo avrebbe ricevuto la denominazione di MB 156.
3. ↑  Il prototipo dell’MB 157 non era affatto inferiore come prestazioni al contemporaneo caccia tedesco Focke-Wulf Fw 190A Würger.
4. ↑  Il prototipo arrivò ad Orly, tra la sorpresa del personale della Luftwaffe presente, con quaranta minuti di anticipo sull’orario previsto dai controllori di volo di Mérignac.

### Fonti
1. ↑  Green 1974, p. 6.
2. 1 2 3 4 5 6 7 8 9 10  Green 1974, p. 4.
3. 1 2 3 4  Marchand, Takamori 2000, p. 9.
4. 1 2 3  Уголок неба.
5. 1 2 3 4 5  Virtual Aircraft Museum.
6. 1 2 3  Historyofwar.
7. ↑  Marchand, Takamori 2000, p. 10.

### Periodici
- (FR) Patrick Marchand e Junko Takamori, Bloch, 150, 151, 152, 155, 157 & 700C1, in Les Ailes de Gloire, n. 3, Le Muy, Editeur D'Along, 2000, ISBN 2-914403-10-0.